# Júlio Botelho
Júlio Botelho, beter bekend als Julinho (São Paulo, 29 juli 1929 – aldaar, 10 januari 2003) was een Braziliaanse voetballer en trainer. 

## Biografie
Julinho begon zijn carrière bij Corinthians en wisselde al snel naar Portuguesa. In zijn tweede wedstrijd voor de club scoorde hij al twee doelpunten, tegen America. Nadat hij met Portuguesa in 1955 het Torneio Rio-São Paulo werd hij voor 5.500 dollar verkocht aan het Europese Fiorentina en was een sleutelspeler in het behalen van de titel in 1956. In 1957 speelde hij met Fiorentina de finale van de Europacup I, die ze verloren van Real Madrid. In 1996 werd hij uitgeroepen tot beste speler in de geschiedenis van Fiorentina. In 1958 keerde hij terug naar Brazilië en ging er voor Palmeiras spelen. Hij won er twee keer het Campeonato Paulista mee en in 1960 werd de club de tweede Braziliaanse landskampioen. 
Hij speelde ook voor het nationale elftal, waaronder op het WK 1954. Hij scoorde er in de groepsfase tegen Mexico en in de kwartfinale in de gewelddadige wedstrijd die de geschiedenis inging als de Slag van Bern. In 1958 weigerde hij een uitnodiging om op het WK te spelen omdat hij toen in Italië speelde en vond dat enkel spelers uit de Braziliaanse competitie geselecteerd moesten worden. 
Hij overleed in 2003 ten gevolge van hartproblemen. 